# Charlotte Cushman
Charlotte Saunders Cushman (Boston, Massachusetts, 23 de juliol de 1816 - ibídem 18 de febrer de 1876) fou una cantant i actriu estatunidenca. En un principi, es dedicà a l'òpera, aconseguint verdaders èxits en Les noces de Fígaro i d'altres òperes, però privada de la veu per una malaltia que va contraure a Nova Orleans, seguí la carrera de declamació i conquistà molts aplaudiments, especialment a Londres (1845), on debutà amb el rol de lady Macbeth, captant-se grans simpaties i admiradors. Un dels seus millors papers fou el de Romeu en la tragèdia Romeu i Julieta de Shakespeare. Vers 1860, durant una llarga estada a Roma, es va enamorar de l'escultora Emma Stebbins (1815-1882) després d'un viatge que van fer junts cap a Naples. Van quedar junts fins que va morir a Boston el 1876. Stubbins va publicar una biografia i la correspondència al llibre Charlotte Cushman: Her Letters and Memories of Her Life (1878).
La seva germana Susana també es dedicà al teatre amb gran èxit tant a Amèrica com a Anglaterra, però es retirà de l'escena al contraure matrimoni amb el metge Musprate de Liverpool.